# غارغانيلي
غارغانيلي (Garganelli) هي نوع من المعكرونة التي تحتوي على البيض  بشكل أساسي، وتصنع بفرد شريحة العجينة المسطحة إلى شكل أنبوبي. يمكن صنعها من معكرونة ذات نقوش مخددة أو ملساء.
في حين أن معكرونة غارغانيلي تشبه معكرونة بيني إلى حد كبير، إلا أنها تختلف في أن الرفرف (منطقة التقاء الطي) واضحة للعيان على عكس معكرونة بيني حيث تكون أنبوبية بشكل مثالي.
يمكن لمعكرونة غارغانيلي أن تقدم في مجموعة متنوعة من الوصفات، مثل مع صلصة راغو بالبط التقليدية وهي شائعة في بولونيا، إيطاليا.